# Таллинское музыкальное училище имени Георга Отса
Таллинское музыкальное училище имени Георга Отса (эст. Georg Otsa nimeline Tallinna Muusikakool) — государственное среднее специальное музыкальное учебное заведение в городе Таллине, носившее с 1975 года имя Георга Отса.

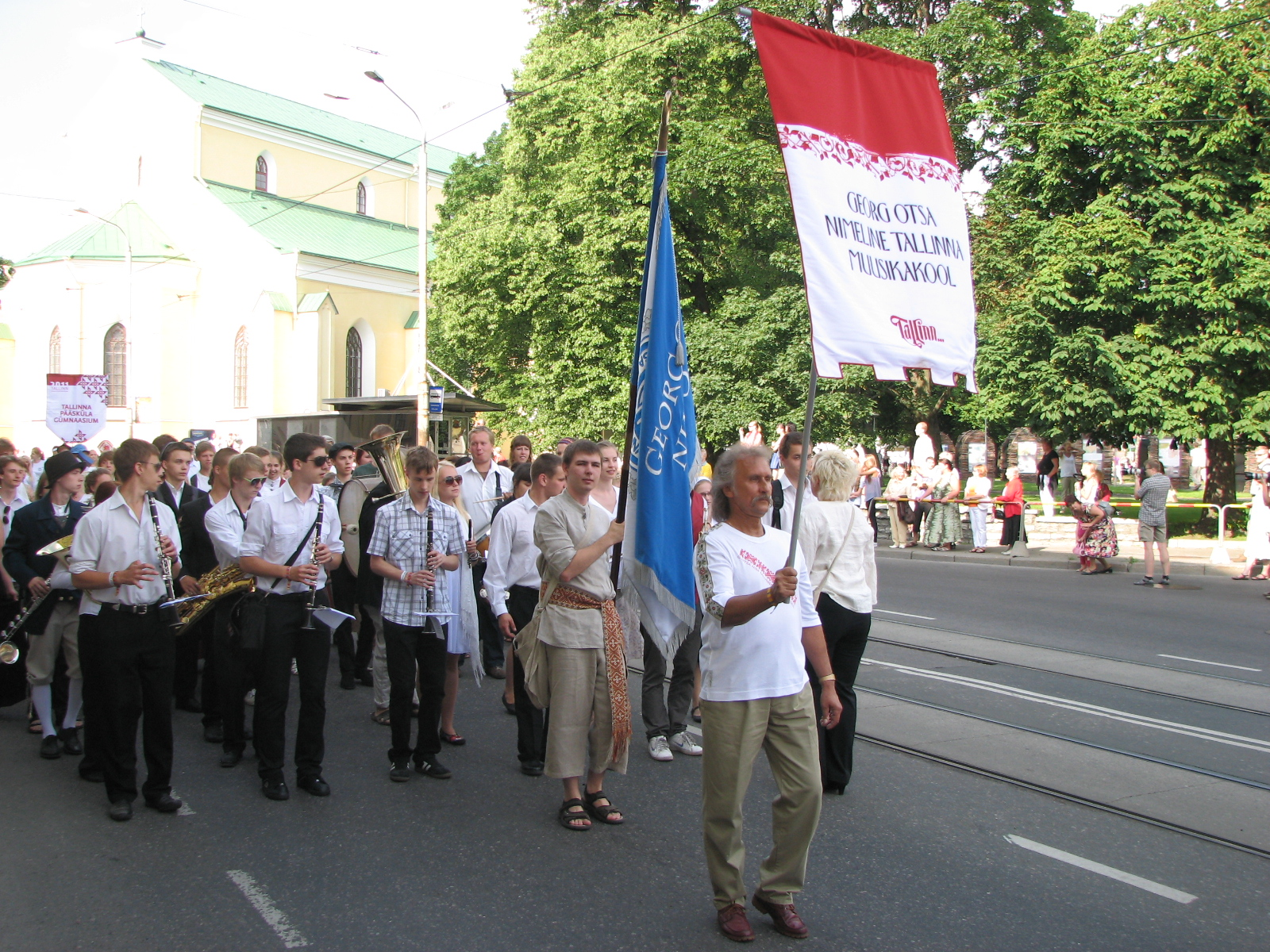
Шествие студентов Таллинского музыкального училища имени Георга Отса

Музыкальное училище им. Г. Отса образовано в 1944 году на базе основанной в 1919 году Таллинской высшей музыкальной школы (эст. Tallinna Kõrgem Muusikakool; с 1923 года — Таллинская консерватория (эст. Tallinna Konservatoorium)).
Продолжительносмть обучения в училище — 4 года (для учащихся, окончивших основную школу), 3 года — для учащихся, окончивших среднюю школу. В училище два направления: классическое и эстрадное.
С 1 сентября 2022 года училище было объединено с новым государственным учебным заведением Эстонии — Таллинской школой музыки и балета.

## Известные студенты и выпускники
- Кристина Вяхи
- Ирина Захаренкова
- Яак Йоала (не окончил)
- Каре Каукс
- Эри Клас
- Отт Лепланд
- Александр Михайлов
- Сандра Нурмсалу
- Георг Отс
- Тармо Пихлап
- Алла Попова
- Арво Пярт
- Вардо Румессен
- Яаника Силламаа
- Уку Сувисте
- Неэме Ярви